# Ejército Revolucionario de Kampuchea Democrática
El Ejército Revolucionario de Kampuchea Democrática (en jemer: កងទ័ពបដិវត្តន៍កម្ពុជាប្រជាធិបតេយ្យ) (ERKD) fue el nombre oficial de las fuerzas armadas de Kampuchea Democrática, el estado gobernado por los Jemeres Rojos.

## Historia

### Inicios
El nombre "Ejército Revolucionario de Kampuchea" surgió por primera vez durante el levantamiento campesino en el distrito de Samlout, provincia de Battambang, en 1967. En los años siguientes, el descontento generalizado con el régimen de Sihanouk llevó a muchos camboyanos a huir de la represión gubernamental y unirse a los grupos armados de los jemeres rojos, lo que provocó un rápido aumento de las filas del Ejército Revolucionario de Kampuchea Democrática (ERKD). 

### Alianza con Norodom Sihanouk
La situación cambió a favor de los Jemeres Rojos tras el golpe de Estado camboyano de 1970, en el que el primer ministro Lon Nol, con el apoyo de Estados Unidos, derrocó al jefe de Estado Norodom Sihanouk mientras este se encontraba en el extranjero. En respuesta, Sihanouk anunció la formación del Frente Nacional Unido de Kampuchea (FUNK) y el Gobierno Real de la Unión Nacional de Kampuchea (GRUNK), alineándose con todas las fuerzas opuestas a Lon Nol, siendo la más fuerte de ellas los Jemeres Rojos. Como resultado, el Ejército Revolucionario de Kampuchea se reorganizó en las Fuerzas Armadas de Liberación Nacional del Pueblo Camboyano, absorbiendo a los grupos armados leales a Sihanouk. La influencia de Sihanouk en la Camboya rural permitió a los jemeres rojos expandir significativamente su poder.

### Áreas bajo el control de los jemeres rojos
En 1973, los jemeres rojos controlaban la mayor parte del territorio camboyano, aunque solo una pequeña parte de su población. Muchos camboyanos que apoyaban a los jemeres rojos lo hacían con la convicción de que luchaban por el regreso de Sihanouk. Este fue el ejército el que finalmente capturó Nom Pen y derrocó a la República Jemer en abril de 1975, estableciendo el dominio absoluto de los jemeres rojos sobre toda Camboya.

### Purgas internas
Incluso antes de tomar el poder político, los jemeres rojos habían comenzado a purgar al partido de la influencia de Sihanouk. A partir de 1972, tras la visita del Presidente de los Estados Unidos Richard Nixon a China, la facción de Pol Pot recibió un mayor respaldo de Pekín y gradualmente consolidó el control absoluto sobre el Partido Comunista de Kampuchea (PCK). Una vez en el poder, los jemeres rojos ejecutaron inmediatamente a exoficiales de las Fuerzas Armadas Nacionales Jemeres y a sus familias, sin juicio ni publicidad, para eliminar a posibles enemigos. Además, llevaron a cabo purgas internas a gran escala, no solo eliminando a los últimos partidarios de Sihanouk, sino también erradicando cualquier sospecha de disidencia para centralizar aún más el poder.

### Fuerzas armadas
Los jemeres rojos se estructuraron como una fuerza militar nacional. Alrededor de 1976, empezaron a llamarse Ejército Revolucionario de Kampuchea Democrática (ERKD), el ejército nacional de Kampuchea Democrática. La Fuerza Aérea de Kampuchea Democrática (FAKD) fue establecida en 1977. 

#### Agrupaciones
Las fuerzas armadas de los jemeres rojos, se dividían en tres agrupaciones: 
- La agrupación del noreste, liderada por Pol Pot, tenía su base en las tierras altas del noreste de Camboya, entre las minorías étnicas.

- La agrupación suroccidental, liderada por Hu Nim, operaba en el sur y suroeste de Camboya, en las cordilleras de los Montes Cardamomo y Montes Dâmrei.
- La agrupación oriental, liderada por So Phim, tenía su base en las provincias orientales densamente pobladas, entre el Río Mekong y la frontera vietnamita.

### Conflicto con Vietnam
En 1975, los jemeres rojos lanzaron ataques transfronterizos contra Vietnam, quemando aldeas, saqueando y masacrando civiles. Vietnam respondió inicialmente con moderación, limitando sus acciones a contraataques defensivos. Sin embargo, mientras Pol Pot se preparaba para una guerra a gran escala contra Vietnam, inició otra purga, ejecutando a numerosos oficiales de los Jemeres Rojos sospechosos de tener vínculos con Vietnam. Solo unos pocos, como Heng Samrin y Hun Sen lograron escapar a Vietnam. 

### Guerra con Vietnam
La guerra contra Vietnam resultó desastrosa para los jemeres rojos. Desde principios de la década de 1970, los líderes vietnamitas habían anticipado las hostilidades de los jemeres rojos y tomaron medidas de precaución. De 1975 a 1978, Vietnam siguió una doble estrategia: responder con moderación y, al mismo tiempo, prepararse para una guerra camboyana y vietnamita, una guerra inevitable en el suroeste. A finales de 1978, Vietnam había establecido el Frente Unido Kampucheano para la Salvación Nacional de Kampuchea (FUSNK), integrado por exoficiales, soldados y exiliados camboyanos de los Jemeres Rojos. Bajo la bandera del FUSNK, Vietnam formó un ejército de voluntarios para liberar a Camboya del genocidio de los jemeres rojos. En tan solo dos semanas, las fuerzas vietnamitas aniquilaron a las principales divisiones militares de los jemeres rojos, capturaron Nom Pen y establecieron la República Popular de Kampuchea. Debido al abrumador ataque de las fuerzas vietnamitas, los jemeres rojos se desintegraron rápidamente. La mayoría de sus fuerzas restantes se retiraron a la frontera entre Tailandia y Camboya, donde establecieron bases a largo plazo y mantuvieron el control de las zonas fronterizas durante la década siguiente.

### Guerra de guerrillas
Pequeños remanentes de los jemeres rojos continuaron participando en la guerra de guerrillas. A finales de 1979, los jemeres rojos reorganizaron sus grupos armados en el Ejército Nacional de Kampuchea Democrática, formado a partir de lo que quedaba del Ejército Revolucionario de Kampuchea Democrática. A pesar de ello, las debilidades de la República Popular de Kampuchea (RPK) la llevaron a depender completamente de Vietnam, un país que acababa de salir de dos grandes guerras, se encontraba inmerso en dos conflictos fronterizos y luchaba con una economía nacional devastada. La intervención de Vietnam para destruir a los Jemeres Rojos provocó fuertes reacciones de sus adversarios. China, Estados Unidos y los países de la ASEAN respaldaron la formación de un gobierno camboyano en el exilio, y la alianza militar conocida como el Gobierno de Coalición de Kampuchea Democrática, que incluía a los Jemeres Rojos, el Frente de Liberación Nacional del Pueblo Jemer, y el monárquico (Ejército Nacional Sihanoukista) (ENS). Sin embargo, los jemeres rojos siguieron siendo la fuerza militar dominante dentro de esta coalición tripartita, desempeñando un papel fundamental en la prolongación del conflicto contra el gobierno de Nom Pen, respaldado por Vietnam, durante una década. Durante este período, los Jemeres Rojos continuaron recibiendo apoyo extranjero de China, Estados Unidos, Tailandia, el Reino Unido y otros países hostiles a Vietnam. Sin embargo, este apoyo solo fue suficiente para mantener su resistencia, no pudieron recuperar su antigua fuerza. En su apogeo, los jemeres rojos controlaban alrededor del 20% por ciento del territorio de Camboya, pero solo el 5% por ciento de la población, en comparación con el gobierno de Nom Pen, respaldado por Vietnam.

### Decadencia y colapso
Con el pleno apoyo de Vietnam, la República Popular de Kampuchea consolidó gradualmente su control sobre el país. También impulsó activamente medidas diplomáticas para aislar a los jemeres rojos, incluyendo la reconciliación con otras facciones camboyanas en el exilio. En 1989, Vietnam retiró sus tropas de Camboya tras asegurar la estabilidad y la fuerza militar del gobierno de Phnom Penh. Las negociaciones de paz condujeron al establecimiento de un gobierno de coalición para una monarquía constitucional con un sistema multipartidista y libertades democráticas.
Ante la negativa de los jemeres rojos a ceder, su aislamiento fue cada vez mayor. Aunque continuaron las operaciones militares, boicotearon las elecciones y rechazaron los resultados, ahora se enfrentaban a la oposición del nuevo gobierno de coalición de Camboya, este gobierno incluía no solo a antiguos comunistas respaldados por Vietnam, liderados por Hun Sen, sino también a antiguos aliados de los Jemeres Rojos, incluyendo facciones no comunistas y monárquicas como las fuerzas del príncipe Norodom Ranarith. Privados de víveres, bienes comerciales y ayuda internacional, los jemeres rojos se vieron obligados a buscar la autosuficiencia. Los jemeres rojos tuvieron que abandonar los campos de refugiados, donde anteriormente la ayuda humanitaria internacional les había proporcionado medicamentos y alimentos. La moral pública en las zonas controladas por los jemeres rojos se desplomó, tras la muerte del genocida Pol Pot en abril de 1998, los jemeres rojos se convirtieron en una fuerza debilitada, apenas sobreviviendo. A finales de 1999, sus últimos comandantes y soldados se rindieron al gobierno camboyano, lo que marcó el fin definitivo de los jemeres rojos como fuerza de combate efectiva.

## Organización

### Ejército Revolucionario de Kampuchea Democrática
El Ejército Revolucionario de Kampuchea Democrática (ERKD) (en jemer: កងទ័ពបដិវត្តន៍កម្ពុជាប្រជាធិបតេយ្យ) fue el nombre oficial del ejército de Kampuchea Democrática durante el período de 1975 a 1979, formado principalmente por operativos de los jemeres rojos. En 1979, durante la guerra camboyano-vietnamita, se transformó en el Ejército Nacional de Kampuchea Democrática, para continuar luchando contra el Ejército Popular de Vietnam (EPV) y las nuevas Fuerzas Armadas Revolucionarias del Pueblo de Kampuchea (FARPK).

### Armada Revolucionaria de Kampuchea Democrática
La Armada Revolucionaria de Kampuchea Democrática (en jemer: កងទ័ពជើងទឹកបដិវត្តន៍កម្ពុជាប្រជាធិបតេយ្យ) (ARKD) bajo el nuevo régimen de los jemeres rojos, contaba con una fuerza principal de 17 buques patrulleros PCF de fabricación estadounidense, siete de los cuales fueron hundidos en mayo de 1975 por un ataque aéreo estadounidense, durante el incidente del Mayagüez. La Armada jemer tenía dos buques cazasubmarinos PC-461, dos lanchas de desembarco LCVP, cinco lanchas LCM-8, y varias embarcaciones de pequeño tamaño.

### Fuerza Aérea Revolucionaria de Kampuchea Democrática
La Fuerza Aérea Revolucionaria de Kampuchea Democrática (en jemer: ទ័ពអាកាសបដិវត្តន៍កម្ពុជាប្រជាធិបតេយ្យ) (FARKD) estuvo prácticamente inactiva durante la existencia de Kampuchea Democrática. Se capturaron numerosos aviones de la Fuerza Aérea Jemer, incluyendo varias aeronaves de fabricación occidental. Durante el incidente del Mayagüez, se destruyeron 5 aviones North American T-28 Trojan. Todos los aviones fueron destruidos o capturados en 1979 durante la invasión vietnamita de Camboya.

## Equipamiento

### Aeronaves
| Aeronave                            | Fotografía      | Origen          | Tipo                                            | Fabricante                       |
| Aviones de caza                     | Aviones de caza | Aviones de caza | Aviones de caza                                 | Aviones de caza                  |
| ----------------------------------- | --------------- | --------------- | ----------------------------------------------- | -------------------------------- |
| Shenyang J-6                        |                 | China           | Avión de caza                                   | Shenyang                         |
| Aviones ligeros                     |                 |                 |                                                 |                                  |
| Socata Horizon                      |                 | Francia         | Avión ligero                                    | Socata                           |
| Aviones de enlace                   |                 |                 |                                                 |                                  |
| Cessna O-1 Bird Dog                 |                 | Estados Unidos  | Avión de enlaceAvión de reconocimiento          | Cessna                           |
| Aviones de ataque a tierra          |                 |                 |                                                 |                                  |
| Helio AU-24 Stallion                |                 | Estados Unidos  | Avión de ataque a tierraAvión contrainsurgencia | Helio Aircraft Company           |
| Douglas AC-47 Spooky                |                 | Estados Unidos  | Avión de ataque a tierraApoyo aéreo cercano     | Douglas Aircraft Company         |
| Aviones de entrenamiento            |                 |                 |                                                 |                                  |
| North American T-28 Trojan          |                 | Estados Unidos  | Avión de entrenamientoAvión contrainsurgencia   | North American Aviation          |
| Aviones de entrenamiento a reacción |                 |                 |                                                 |                                  |
| Cessna T-37 Tweet                   |                 | Estados Unidos  | Avión de entrenamiento a reacción               | Cessna                           |
| Aeronaves de transporte militar     |                 |                 |                                                 |                                  |
| Douglas C-47 Skytrain               |                 | Estados Unidos  | Aeronave de transporte militar                  | Douglas Aircraft Company         |
| Fairchild C-123 Provider            |                 | Estados Unidos  | Aeronave de transporte militar                  | Chase AircraftFairchild Aircraft |
| Helicópteros militares              |                 |                 |                                                 |                                  |
| Bell UH-1 Iroquois                  |                 | Estados Unidos  | Helicóptero militar                             | Bell Textron                     |

### Armas antitanque
| Nombre                   | Fotografía               | Origen                   | Tipo                     | Fabricante                          | Calibre                  |
| Lanzagranadas antitanque | Lanzagranadas antitanque | Lanzagranadas antitanque | Lanzagranadas antitanque | Lanzagranadas antitanque            | Lanzagranadas antitanque |
| ------------------------ | ------------------------ | ------------------------ | ------------------------ | ----------------------------------- | ------------------------ |
| RPG-2                    |                          | Unión Soviética          | Lanzagranadas antitanque | Fábrica de ametralladoras de Kovrov | 40 mm                    |
| Lanzacohetes antitanque  |                          |                          |                          |                                     |                          |
| RPG-7                    |                          | Unión Soviética          | Lanzacohetes antitanque  | Bazalt                              | 40 mm                    |
| Cañones sin retroceso    |                          |                          |                          |                                     |                          |
| Cañón sin retroceso M40  |                          | Estados Unidos           | Cañón sin retroceso      | Watervliet Arsenal                  | 105 mm                   |

### Armas de fuego
| Nombre                       | Fotografía               | Origen                   | Tipo                               | Fabricante                                                                               | Munición                 |
| Pistolas semiautomáticas     | Pistolas semiautomáticas | Pistolas semiautomáticas | Pistolas semiautomáticas           | Pistolas semiautomáticas                                                                 | Pistolas semiautomáticas |
| ---------------------------- | ------------------------ | ------------------------ | ---------------------------------- | ---------------------------------------------------------------------------------------- | ------------------------ |
| Tokarev TT-33                |                          | Unión Soviética          | Pistola semiautomática             | Planta de armas de Tula                                                                  | 7,62 × 25 mm Tokarev     |
| Pistola Tipo 54              |                          | China                    | Pistola semiautomática             | Norinco                                                                                  | 7,62 × 25 mm Tokarev     |
| Carabinas                    |                          |                          |                                    |                                                                                          |                          |
| SKS                          |                          | Unión Soviética          | Carabina                           | Arsenal de IzhevskPlanta de armas de Tula                                                | 7,62 × 39 mm             |
| Fusiles de asalto            |                          |                          |                                    |                                                                                          |                          |
| AK-47                        |                          | Unión Soviética          | Fusil de asalto                    | Corporación KalashnikovPlanta de armas de Tula                                           | 7,62 × 39 mm             |
| AKM                          |                          | Unión Soviética          | Fusil de asalto                    | Corporación KalashnikovPlanta de armas de Tula                                           | 7,62 × 39 mm             |
| Tipo 56                      |                          | China                    | Fusil de asalto                    | Norinco                                                                                  | 7,62 × 39 mm             |
| Fusil M16                    |                          | Estados Unidos           | Fusil de asalto                    | Colt's Manufacturing CompanyFN HerstalHarrington & RichardsonGeneral MotorsU.S. Ordnance | 5,56 × 45 mm OTAN        |
| Ametralladoras               |                          |                          |                                    |                                                                                          |                          |
| Ametralladora ligera RPD     |                          | Unión Soviética          | Ametralladora ligera               | Planta Degtiariov                                                                        | 7,62 × 54 mm R           |
| Ametralladora PK             |                          | Unión Soviética          | Ametralladora de propósito general | Planta Degtiariov                                                                        | 7,62 × 54 mm R           |
| Ametralladora M60            |                          | Estados Unidos           | Ametralladora de propósito general | General DynamicsU.S. Ordnance                                                            | 7,62 × 51 mm OTAN        |
| Ametralladora Browning M1919 |                          | Estados Unidos           | Ametralladora media                | General Motors                                                                           | .30-06 Springfield       |
| Browning M2                  |                          | Estados Unidos           | Ametralladora pesada               | FN HerstalGeneral DynamicsSavage ArmsUS Ordnance                                         | 12,7 × 99 mm OTAN        |
| DShK                         |                          | Unión Soviética          | Ametralladora pesada               | Planta de armas de Tula                                                                  | 12,7 × 108 mm            |
| Ametralladora pesada KPV     |                          | Unión Soviética          | Ametralladora pesada               | Planta de armas de Tula                                                                  | 14,5 × 114 mm            |

### Artillería
| Nombre                      | Fotografía           | Origen               | Tipo                             | Fabricante                                                          | Calibre              |
| Artillería antiaérea        | Artillería antiaérea | Artillería antiaérea | Artillería antiaérea             | Artillería antiaérea                                                | Artillería antiaérea |
| --------------------------- | -------------------- | -------------------- | -------------------------------- | ------------------------------------------------------------------- | -------------------- |
| M1939 (61-K)                |                      | Unión Soviética      | Artillería antiaérea             | Planta mecánica de Podolsk                                          | 37 mm                |
| AZP S-60                    |                      | Unión Soviética      | Artillería antiaérea             | Almaz-AnteyFábrica de construcción de maquinaria de Nizhny Nóvgorod | 57 mm                |
| ZPU-4                       |                      | Unión Soviética      | Artillería antiaérea             | Planta Degtiariov                                                   | 14.5 mm              |
| Artillería de campaña       |                      |                      |                                  |                                                                     |                      |
| ZiS-3                       |                      | Unión Soviética      | Cañón de campañaCañón antitanque | ZIL                                                                 | 76 mm                |
| M-46                        |                      | Unión Soviética      | Cañón de campaña                 | Fábrica de Armas de Motovilija                                      | 130 mm               |
| Morteros                    |                      |                      |                                  |                                                                     |                      |
| Mortero M29                 |                      | Estados Unidos       | Mortero                          | Ejército de los Estados Unidos                                      | 81 mm                |
| Obuses remolcados           |                      |                      |                                  |                                                                     |                      |
| Obús M101                   |                      | Estados Unidos       | Obús remolcado                   | Arsenal de Rock Island                                              | 105 mm               |
| Obús M1938 (M-30) de 122 mm |                      | Unión Soviética      | Obús remolcado                   | Fábrica de construcción de maquinaria de Nizhny NóvgorodUralmash    | 122 mm               |
| Obús M114 de 155 mm         |                      | Estados Unidos       | Obús remolcado                   | Arsenal de Rock Island                                              | 155 mm               |

### Buques
| Nombre                  | Imagen             | Origen             | Tipo                            | Fabricante                                              | Unidades           |
| Buques patrulleros      | Buques patrulleros | Buques patrulleros | Buques patrulleros              | Buques patrulleros                                      | Buques patrulleros |
| ----------------------- | ------------------ | ------------------ | ------------------------------- | ------------------------------------------------------- | ------------------ |
| PT Boat                 |                    | Estados Unidos     | Buque patrullero                | ElcoHigginsHuckins                                      | 2                  |
| Bote Patrullero Fluvial |                    | Estados Unidos     | Buque patrullero                | Uniflite                                                | 40                 |
| PCF                     |                    | Estados Unidos     | Buque patrullero                | Sewart Seacraft                                         | 17                 |
| Cazasubmarinos          |                    |                    |                                 |                                                         |                    |
| PC-461                  |                    | Estados Unidos     | Cazasubmarinos                  | George Lawley and SonsLeathem D. Smith Shipbuilding Co. | 2                  |
| Lanchas de desembarco   |                    |                    |                                 |                                                         |                    |
| LCVP                    |                    | Estados Unidos     | Lancha de desembarco            | Higgins Industries                                      | 2                  |
| LCM-8                   |                    | Estados Unidos     | Lancha de desembarco mecanizada | Marinette Marine Corporation                            | 5                  |

### Vehículos militares
| Nombre                            | Fotografía        | Origen            | Tipo                                             | Fabricante                            |
| Carros de combate                 | Carros de combate | Carros de combate | Carros de combate                                | Carros de combate                     |
| --------------------------------- | ----------------- | ----------------- | ------------------------------------------------ | ------------------------------------- |
| Tipo 62                           |                   | China             | Tanque ligero                                    | Harbin First Machinery Building Group |
| Tipo 63                           |                   | China             | Tanque ligeroVehículo anfibio                    | Norinco                               |
| Transportes blindados de personal |                   |                   |                                                  |                                       |
| M113                              |                   | Estados Unidos    | Transporte blindado de personalVehículo de mando | FMC Corporation                       |
| Camiones militares                |                   |                   |                                                  |                                       |
| Jiefang CA-30                     |                   | China             | Camión militar                                   | First Automobile Works                |